# Valiūnas
Valiūnas ist ein litauischer männlicher Familienname.

## Weibliche Formen
- Valiūnaitė (ledig)
- Valiūnienė (verheiratet)

## Namensträger
- Petras Valiūnas (* 1961), Agronom und Politiker